# 元原絵里奈
元原 絵里奈（もとはら えりな - 、3月22日 - ）は日本の漫画家。福岡県出身。血液型はO型。
りぼん漫画スクール2005年3月号で準りぼん賞受賞した『とかいなかっコ』でデビュー。
同期に大岡さおりがいる。

## 作品
- とかいなかっコ（デビュー作・2005年りぼん春のびっくり大増刊号掲載）
- 夏に夢みて 春を夢みて（2005年りぼん夏休みびっくり大増刊号掲載）
- 恋しきぶ（2005年りぼんオリジナル12月号掲載）
- 今の私の願いゴト。（2006年りぼん夏休み超びっくり大増刊号掲載）
- トナリの彼女（2007年りぼん超びっくりお正月大増刊号掲載）
- はるかな約束（2007年りぼん春の超びっくり大増刊号掲載）
- キラめきのタネ（2007年秋の大増刊号りぼんスペシャル掲載）
- おかっぱ日和（2007年お正月大増刊号りぼんスペシャル掲載）